# Jain
Жанна Луїза Галіс (фр. Jeanne Louise Galice, нар. 7 лютого 1992, Тулуза, Франція) відома за сценічним ім'ям Jain — французька співачка, авторка пісень і музикант. Свою кар'єру Джейн розпочала у 2013 році. В цей час вона зустрілася з містером Флешем, який познайомив її з музичним програмуванням. Коли вона опублікувала свої демо-треки на Myspace, її помітив Дреді, який і залишився її менеджером. Її дебютний альбом Zanaka вийшов 6 листопада 2015 року, а другий альбом під назвою Souldier вийшов 24 серпня 2018 року.

## Біографія

### Ранні роки
Джайн народилася 7 лютого 1992 року в Тулузі, Франція. Її сім'я часто переїжджала через переїзди її батька, який працював у французькій нафтовій компанії. У віці 9 років вона виїхала з Франції до Дубаю, де провела три роки; потім чотири роки жила в Конго-Браззавіль, потім провела рік в Абу-Дабі, а потім переїхала до Парижа, де розпочала базовий курс до школи мистецтв. Ці поїздки вплинули на її музичний стиль. У Пау вона навчилася грати на барабанах, арабській перкусії- на Близькому Сході, а музичному програмуванню в Конго.

### Початок кар'єри
Джайн почала складати демо-треки в Пуант-Нуар, Конго-Браззавіль. Там вона зустріла пана Флеша, який познайомив її з музичним програмуванням. Після опублікації своїх демо -треків на MySpace, її помітив Дреді, який став її незмінним менеджером. Також відкрив її Йоделіс і запросив Джайн зустрітися з ним у Парижі. Вони почали працювати разом. Йоділіс допоміг розпочати їй кар'єру.
Під час гастролей Йоділіса Джейн була допоміжним артистом. У 2013 році вони з'явилися разом у телевізійному шоу Taratata та виконали дуетний кавер на «Redemption Song».

### 2015—2017:Hope EPтаZanaka
Йоділіс став її продюсером. Її перший мініальбом Hope EP був випущений 22 червня 2015 року і включав чотири пісні, включаючи сингл «Come», який мав значний успіх у Франції та Іспанії. Музичне відео на пісню «Come» опубліковано на офіційному каналі Джайна на YouTube 2 червня 2015 року. У листопаді 2016 року «Come» був сертифікований Diamond у Франції, фігурував у другому епізоді першого сезону серіалу Amazon Ханна. Пісня також була використана як джингл польського телеканалу Polsat а в 2017 році вона була включена в американський вебсеріал з комедійних жахів «Санта Кларіта Дієта».
2015 року Джайн виступала на Святах, Великому фестивалі (Biarritz International Groove) у Біарріці та на фестивалі Bebop.
21 вересня 2015 року Джайн відкрила обкладинку свого дебютного альбому Zanaka. Дата виходу альбому була оголошена на 6 листопада 2015 року, а список треків — 8 жовтня 2015 року. Він включав 10 пісень, включаючи сингли «Come» та " Makeba ". 9 жовтня 2015 року другий трек альбому «Heads Up» був випущений як бонус за попереднє замовлення. За ним 19 жовтня 2015 року пішов «Hob». У лютому 2016 року Zanaka був сертифікований золотим для продажу, що перевищує 50000 примірників у Франції. У грудні 2018 року він був сертифікований діамантом у Франції для продажу, що перевищує 500 000 примірників. 21 жовтня 2016 року Zanaka був випущений у Сполученому Королівстві та США. 8 жовтня 2016 року було видано «Heads Up», а 14 жовтня 2016 року — «Mr Johnson» як бонуси за попереднє замовлення. У 2016 році вона була однією з номінантів на премії Victoires de la Musique Awards у номінації «Ревізія альбому» для Zanaka . 25 листопада 2016 року випущена спеціальна версія Zanaka, в яку входили пісні «City» (спочатку з EP Hope), «Son of a Sun» та «Dynabeat», а також розширена версія «Come» та два ремікси.
30 листопада 2016 року музичний кліп на сингл «Makeba» був опублікований на офіційному каналі Джейн на YouTube. У 2018 році це відео було номіноване на «Найкраще музичне відео» на 60 -й щорічній премії «Греммі»
1 лютого 2017 року вона виконала «Come» зі Стівеном Колбертом на The Late Show. А 25 квітня 2017 року — «Makeba», пізніше … з Jools Holland.
Кліп на пісню «Dynabeat» був опублікований 10 липня 2017 року на YouTube, на офіційному каналі Джайна.
3 серпня 2017 року вона стала учасницею чиказького фестивалю Лоллапалуза .

### 2018— по теперішній час:Солдер
24 серпня 2018 року вийшов другий студійний альбому Souldier. Музичний кліп на «Alright» був випущений 25 червня 2018 року. «Гаразд» досяг 6 -го місця у Франції, провівши три тижні в топ -10. У 2018 році «Alright» став 51 -м найбільш продаваним синглом року у Франції.
29 червня 2018 року було оголошено назва альбому, обкладинка та трек-лист і він став доступним для попереднього замовлення разом із «Star». Назва альбому — це гра слів між «душею» і «солдатом». Пісня «Зірка» про становище молодих жінок у музичній індустрії . 17 серпня 2018 року «Souldier» був випущений як другий рекламний сингл альбому. Пісня про солдата, який прагне викупитись. Альбом мав комерційний успіх, особливо, у рідній Джайн Франції, де було продано понад 150 000 примірників. Крім того, Souldier був 45 -м найбільш продаваним альбомом 2018 року у Франції.
«Oh Man» був знятий у Національному музеї мистецтв Каталоніїі випущений 8 жовтня 2018 року, як другий сингл альбому. 21 грудня 2018 року кліп на пісню був опублікований.
У квітні 2019 року Джайн виступала у Coachella . 19 квітня 2019 року вона випустила сингл «Gloria». Rolling Stone описав це як «оптимістичний танцювальний трек, який описує небезпеку слави і сприяє вірності власній творчості». 7 червня 2019 року Джайн виконала «Gloria» " Makeba " та «Heads Up» на церемонії відкриття Чемпіонату світу -2019 серед жінок .

## Дискографія

### Альбоми
| Альбом   | Рік  | Пікова позиція | Пікова позиція | Пікова позиція | Пікова позиція | Пікова позиція | Пікова позиція | Пікова позиція | Продажі                                                         | Сертифікації                       |
| Альбом   | Рік  | FRA            | BEL (WA)       | BEL (FL)       | CAN            | ITA            | SPA            | SWI            | Продажі                                                         | Сертифікації                       |
| -------- | ---- | -------------- | -------------- | -------------- | -------------- | -------------- | -------------- | -------------- | --------------------------------------------------------------- | ---------------------------------- |
| Zanaka   | 2015 | 5              | 4              | 95             | 51             | 74             | 68             | 17             | - Worldwide: 1,217,000+ - France: 500,000 - Switzerland: 10,000 | - SNEP: Diamond - IFPI Swiss: Gold |
| Souldier | 2018 | 1              | 3              | 152            | —              | —              | —              | 2              | - Worldwide: 208,000+ - France: 150,000                         | - SNEP: Platinum                   |
| The Fool | 2023 | —              | —              | —              | —              | —              | —              | —              |                                                                 |                                    |

### Мініальбоми
| Назва | Деталі альбому                                                            |
| ----- | ------------------------------------------------------------------------- |
| Hope  | - Реліз: 22 червня 2015 - Лейбл: Spookland - Формат: цифрове завантаження |

### Сингли
| Назва           | Рік  | Пікові позиції у чартах | Пікові позиції у чартах | Пікові позиції у чартах | Пікові позиції у чартах | Пікові позиції у чартах | Пікові позиції у чартах | Пікові позиції у чартах | Продажі                                                                 | Сертифікації                                                   | Альбом            |
| Назва           | Рік  | FRA                     | BEL (WA)                | BEL (FL)                | ITA                     | POL                     | SPA                     | SWI                     | Продажі                                                                 | Сертифікації                                                   | Альбом            |
| --------------- | ---- | ----------------------- | ----------------------- | ----------------------- | ----------------------- | ----------------------- | ----------------------- | ----------------------- | ----------------------------------------------------------------------- | -------------------------------------------------------------- | ----------------- |
| «Come»          | 2015 | 1                       | 5                       | 95                      | 20                      | 8                       | 1                       | 75                      | - France: 250,000 - Italy: 100,000 - Canada: 40,000 - Poland: 20,000    | - SNEP: Diamond - FIMI: 2× Platinum - POL: Platinum - MC: Gold | Zanaka            |
| «Makeba»        | 2015 | 7                       | 27                      | —                       | —                       | —                       | —                       | —                       | - Worldwide: 870,000+ - France: 75,000 - Canada: 40,000 - Italy: 25,000 | - SNEP: Gold - MC: Gold - FIMI: Gold                           | Zanaka            |
| «Dynabeat»      | 2016 | 98                      | 57                      | —                       | —                       | —                       | —                       | —                       |                                                                         |                                                                | Zanaka            |
| «Alright»       | 2018 | 6                       | 2                       | 64                      | —                       | —                       | —                       | 38                      | - Worldwide: 525,000 - France: 333,333                                  | - SNEP: Diamond                                                | Souldier          |
| «Oh Man»        | 2018 | 23                      | 9                       | —                       | —                       | —                       | —                       | —                       | - France: 200,000                                                       | - SNEP: Platinum                                               | Souldier          |
| «Gloria»        | 2019 | —                       | 93                      | —                       | —                       | —                       | —                       | —                       |                                                                         |                                                                | Сингл без альбому |
| «The Fool»      | 2023 | —                       | —                       | —                       | —                       | —                       | —                       | —                       |                                                                         |                                                                | The Fool          |
| «Take A Chance» | 2023 | —                       | —                       | —                       | —                       | —                       | —                       | —                       |                                                                         |                                                                | The Fool          |

### Промо-сингли
| Назва        | Рік  | Пікові позиції | Пікові позиції | Продажі               | Сертифікації | Альбом   |
| Назва        | Рік  | FRA Down.      | BE (WA)        | Продажі               | Сертифікації | Альбом   |
| ------------ | ---- | -------------- | -------------- | --------------------- | ------------ | -------- |
| «Heads Up»   | 2015 | 101            | 54             | - FRA: 100,000        | - SNEP: Gold | Zanaka   |
| «Hob»        | 2015 | —              | —              |                       |              | Zanaka   |
| «Mr Johnson» | 2016 | —              | —              | - Worldwide: 120,000+ |              | Zanaka   |
| «Star»       | 2018 | —              | —              |                       |              | Souldier |
| «Souldier»   | 2018 | —              | —              |                       |              | Souldier |

### Інші пісні у чартах
| Назва       | Рік  | Пікові позиції | Альбом   |
| Назва       | Рік  | FRA            | Альбом   |
| ----------- | ---- | -------------- | -------- |
| «Hope»      | 2015 | 87             | Zanaka   |
| «On My Way» | 2018 | 184            | Souldier |

### Інші появи
| Назва           | Рік  | Інші виконавці                                     | Пікові позиції | Альбом          |
| Назва           | Рік  | Інші виконавці                                     | BEL (WA)       | Альбом          |
| --------------- | ---- | -------------------------------------------------- | -------------- | --------------- |
| «L'âme au Mali» | 2017 | Toumani Diabaté Sidiki Diabaté -M- Amadou & Mariam | —              | Lamomali        |
| «Kenya»         | 2017 | Fakear                                             | 95             | Karmaprana — EP |

## Нотатки
1. ↑  Сингл «Makeba» не потрапив у чарт Tipparade of Flanders, але потрапив у Bubbling Under.
2. ↑  Сингл «Alright» також посів перше місце у французькому чарті завантаженнь[71].
3. ↑  Сингл «Gloria» не потрапив до головного французького чарту French chart, але посів 102 місце у французькому чарті завантажень[72].